# Operación Púnica
Die Operación Púnica, benannt nach dem Hauptbeschuldigten Francisco Granados (Punica granatum: Granatapfel), war Ende Oktober 2014 eine der größten Anti-Korruptionsmaßnahmen Spaniens.
Bei dieser von der Guardia Civil und dem Staatsanwalt Eloy Velasco der Audiencia Nacional de España durchgeführten Razzia wurden insgesamt 51 Politiker, Beamte und Geschäftsleute, meist aus den von der PP (Partido Popular) regierten Autonomen Regionen Madrid, Valencia, Murcia und Leon, festgenommen.
Allen wird aktive und passive Bestechung bei Bau- und Dienstleistungsaufträgen vorgeworfen. Unter den Festgenommenen sind diverse ehemalige Bürgermeister und hohe Beamte, so z. B. auch Francisco Granados, ehemaliger zweiter Mann der Madrider PP, und Rodrigo Rato, ehemaliger Wirtschaftsminister, Chef des IWFs und Bankmanager der Caja Madrid und der Bankia.
Allein in den vergangenen zwei Jahren sollen dabei 250 Millionen Euro an Schmiergeldern gezahlt worden sein. Der Hauptanteil in Höhe von 160 Millionen wurde laut Anklage dabei von Cofely, einer Tochtergesellschaft des französischen multinationalen Konzerns Gaz de France, gezahlt, um an Aufträge in Rathäusern und in Gemeinden zu gelangen. Bei Granados und einem seiner engsten Freunde und Geschäftspartner wurden infolge der Untersuchungen 5,8 Millionen Euro auf drei Schweizer Konten entdeckt.
Nach Bekanntwerden der Festnahmen kam es in Spanien zu spontanen Demonstrationen gegen korrupte Politiker, so dass sich der spanische Ministerpräsident Mariano Rajoy am 28. Oktober 2014 öffentlich entschuldigte.
Hohe Summen an Bestechungsgeldern wurden von den beiden Hauptangeklagten Francisco Granados und seinem Geschäftspartner und Freund aus Kindertagen David Marjaliza Villaseñor mittels fiktiver Rechnungen und gefälschter Kunstankäufe gewaschen und über Banken auf Konten nach Singapur und in die Schweiz transferiert.